# Plarium
Plarium — міжнародна компанія-розробник і видавець мобільних та комп'ютерних ММО-ігор у різноманітних жанрах: RPG, Action, Strategy, Casual Games тощо.
У компанії працює понад 1300 спеціалістів. Офіси розташовані в Герцлії (штаб-квартира), Варшаві (2022), Харкові (2009), Одесі (2015), Львові (2014), Києві (2014), Сан-Франциско (Rumble Studio, 2011), Мічигані (2015), Гельсінкі (2021). Найбільший офіс компанії у Харкові — понад 700 співробітників.
У зв'язку з пандемією коронавірусу з 2020 року компанія перейшла на віддалений та гібридний формат роботи.
Компанія стала відомою завдяки таким проєктам, як Raid: Shadow Legends, Mech Arena, Vikings: War of Clans, Stormfall: Rise of Balur, Total Domination, Sparta: War of Empires, Throne: Kingdom at War та Soldiers Inc. Загалом портфоліо Plarium налічує понад 20 ігор.
Найпопулярніша гра Plarium — покрокова колекційна рольова гра в сетингу темного фентезі Raid: Shadow Legends, що була розроблена співробітниками українських офісів.
Ігри компанії представлені в магазинах App Store та Google Play, а також доступні на платформі Plarium Play на Windows та MacOS. Стратегії також доступні в соціальній мережі Facebook. Ігри локалізовані 18 мовами й об'єднують понад 435 мільйонів гравців у всьому світі
У 2017 році студію Plarium купила компанія Aristocrat Leisure Limited, яка займається створенням і розповсюдженням ігрових автоматів.

## Історія
Першим успішним проєктом компанії стала гра Poker Shark, яка після запуску в 2009 році швидко набрала популярність в соціальних мережах, а пізніше була випущена на iOS. У 2010 році Plarium запустили першу в світі повністю тривимірну соціальну гру Farmandia.
У 2011 році запрацювала stand-alone браузерна версія Total Domination.
Гра Pirates: Tides of Fortune (Кодекс пірата), випущена в 2012 році, в короткі терміни зайняла перші позиції в рейтингу соціальних ігор. За перші п'ять тижнів до гри приєдналися понад три мільйони активних гравців.
У вересні 2012 року відбулася презентація нової військово-економічної стратегії від Plarium — Stormfall: Age of War (Війни престолів). Гра продовжила лінію популярних соціальних стратегій і отримала високі оцінки від користувачів і преси.
У 2013 році виходить Total Domination: Reborn, що стала першою мобільною грою Plarium.
Гра Soldiers Inc. (Конфлікт) вийшла в 2013 році й була внесена в список кращих ігор року на Facebook.
У грудні 2014 року портал dou.ua, присвячений українській індустрії інформаційних технологій, визнав Plarium кращим роботодавцем України в категорії до 800 співробітників.
У 2014 році відкриваються 2 нових студії — Plarium Kyiv та Plarium Lviv.
У січні 2015 року на ринок вийшла мобільна гра — Stormfall: Rise of Balur — стратегія в жанрі фентезі. Проєкт є мобільною версією гри Stormfall: Age of War, яка з'явилася на Facebook в 2012 році.
Проєкт «Норди: Герої Півночі» запущений навесні 2015 року. Компанія Facebook у своєму щорічному звіті Games of the Year зазначила проєкт як одну з найкращих нових ігор на Facebook в 2015 році. Головного героя гри, короля Бйорна, озвучував Патрік Ворбертон, який працював над мультсеріалом «Сім'янин» і ситкому «Сайнфелд», «Нове радіо» і «Клава, давай!» (Less Than Perfect). 2017 року вийшла українська локалізація гри. Короля Бйорна у ній озвучив актор Харківського театру ім. Шевченка Дмитро Петров, а його вірного помічника барда Рагнара — Олександр «Фоззі» Сидоренко, вокаліст гурту ТНМК.
Восени 2015 року відкрилися офіси в Мічигані, Одесі та Краснодарі. У червні 2022 року в інтернеті з'явилася непідтверджена інформація, що компанія закриває офіс у Краснодарі.
У січні 2017 року в навчальному центрі Харківського університету імені В. Н. Каразіна «ЛандауЦентр» за підтримки компанії Plarium відкрили кімнату високих енергій. Це інсталяція, яка показує, що таке висока напруга, за допомогою дослідів із Котушкою Тесли та Сходів Якова. Наприкінці року Plarium здобули перше місце за цей проєкт у «Премії HR-бренд Україна 2017» у номінації «Регіон».
У 2017 році Plarium купують студію Rumble Games, яка створює ігри в жанрі MMORPG. Серед створених проєктів — Action RPG у стилі фентезі KingsRoad (2013) та колекційна RPG Alliance: Heroes of the Spire (2016).
У березні 2019 року Plarium випускають Raid: Shadow Legends. Гра була номінована на премію Google Play Best of 2019 у категорії «Вибір користувачів».
Raid: Shadow Legends отримала негативну увагу через потужну рекламну кампанію, насамперед через співпрацю з низкою творців контенту YouTube і Twitch. Це призвело до того, що гра стала інтернет-мемом «sponsored by Raid: Shadow Legends».
Для просування гри компанія регулярно створює синематики. Серія синематиків Champion Therapy перемогла в номінації App Video на App Growth Awards 2020.
Raid: Shadow Legends хвалили за графіку, але критикували за мікротранзакції. Pocket Gamer вітає «бездоганну якість графіки», «красиво промальованих і анімованих» персонажів, а також «щедрий досвід для нових гравців». Проте агресивна монетизація гри також привернула увагу.
Bluestacks відзначає високу якість графіки: «анімація просто неймовірна, а таку якість виконання рідко можна зустріти у схожих іграх». Насамкінець вони сказали, що «гравці, які люблять реалістичні фентезійні бої — як у „Володар перснів“, — скоріш за все, оцінять Raid: Shadow Legends».
У 2021 році щоденна кількість гравців досягла 2 млн.
У квітні 2020 Plarium випускають казуальну гру Undersea: Solitaire Tripeaks. Дія гри відбувається у Південному Шельфі — підводному містечку, яке було зруйноване під час шторму. Гравцям потрібно розкладати пасьянс та заробляти кристали, щоб допомогти крабу Альфреду та його друзям відновити місто.
Улітку 2021-го Plarium купують студію Futureplay, яка займається розробленням казуальних ігор. Студія Futureplay створила такі проєкти, як Merge Gardens, Battlelands Royale, Idle Farming Empire тощо. Офіс студії розташований у Гельсінкі.
У серпні 2021 року Plarium випускає мобільний PvP-шутер Mech Arena. У грі доступні різні режими, більш ніж 20 карт та 500+ скінів для роботів. Гра доступна на Android і iOS.
Портал App2Top обрав Mech Arena у номінації «Мобільна гра року».
У грудні 2021 року відбулася внутрішньоігрова подія Mechs Are Here. Під час події було зібрано кошти для організації AbleGamers, яка покращує доступність відеоігор для людей з інвалідністю. Plarium жертвували AbleGamers 10 000 доларів за кожні 100 мільйонів знищених роботів. Протягом заходу вдалося зібрати 100 000 доларів.
Наприкінці 2021 року Plarium посіли третє місце в рейтингу найкращих роботодавців від порталу dou.ua у категорії «800—1500 співробітників».
У березні 2022 року, у зв'язку з вторгненням Росії в Україну, компанія Plarium видалила свої ігри з магазинів застосунків Росії та Білорусі, а також припинила приймати платежі з цих країн у Plarium Play та на plarium.com. Також компанія пожертвувала 500 тисяч доларів українському відділенню Червоного Хреста.

## Офіси компанії
| Офіс                  | Розташування         | Рік заснування | Рік придбання компанією Plarium |
| --------------------- | -------------------- | -------------- | ------------------------------- |
| Plarium Herzliya      | Герцлія, Ізраїль     | 2009           | -                               |
| Plarium Kharkiv       | Харків, Україна      | 2009           | -                               |
| Plarium Rumble Studio | Сан-Франциско, США   | 2011           | 2017                            |
| Plarium Lviv          | Львів, Україна       | 2014           | -                               |
| Plarium Kyiv          | Київ, Україна        | 2014           | -                               |
| Plarium Michigan      | Мічиган, США         | 2015           | -                               |
| Plarium Odesa         | Одеса, Україна       | 2015           | -                               |
| Futureplay            | Гельсінкі, Фінляндія | 2015           | 2021                            |
| Plarium Warsaw        | Варшава, Польща      | 2022           | -                               |

## Франшизи
У співпраці з 20th Century Fox Film Corporation Plarium створили івент «Чужий проти Хижака» для проєкту «Конфлікт» (Soldiers Inc.). Кінофраншиза охоплює два фільми: «Чужий проти Хижака» і «Чужий проти Хижака: Реквієм». Кампанія була повністю озвучена й не перетиналася з основною сюжетною лінією гри.
У травні 2016 року Plarium оголосили про співпрацю з актрисою Меган Фокс («Черепашки-ніндзя», «Трансформери»), яка стала обличчям одного з головних персонажів Stormfall: Rise of Balur. Меган Фокс постає в образі капітана королівської варти, леді Амелії.
Улітку 2016 року Plarium анонсували співпрацю по ще одній франшизі — Terminator Genisys.Спільно з компанією Skydance була розроблена нова мобільна гра для iOS і Android. Безкоштовна MMO-стратегія взяла всі елементи п'ятої частини франшизи «Термінатор» — атмосферу, саундтреки, образи персонажів і т. д. Офіційний реліз гри відбувся 18 травня 2017 року.
Наприкінці 2016 року Plarium розпочинають міжнародну маркетингову кампанію зі всесвітньо відомими спортсменами в грі Throne: Kingdom at War. У кампанії взяли участь Тоні Паркер із клубу NBA San Antonio Spurs, Олександр Овечкін із клубу NHL Washington Capitals, Фернандо Торрес із футбольного клубу Atletico Madrid та ексчемпіон із ММА Андерсон да Сілва. Спортсмени з'явилися на постерах в образі середньовічних воїнів з обладунками та зброєю, відповідно до сетингу гри Throne: Kingdom at War.
У 2017 році Plarium та Fox Interactive запускають нову мобільну гру в жанрі Match 3 за франшизою Rio. Крім класичної механіки «три-в-ряд», у грі є мініігри та колекції персонажів із мультфільму. Реліз проєкту відбувся 23 березня 2017 року.

## Співпраця з Єспером Кюдом і спільний альбом
Єспер Кюд— відомий ігровий композитор, який працював над Borderlands, Hitman, Kane & Lynch: Dead Men, Assassin's Creed та іншими іграми.
Композитор брав участь у створенні саундтреків до таких ігор Plarium: «Кодекс пірата», «Війна престолів», «Конфлікт», «Спарта: Війна імперій», «Правила війни».
Результатом співпраці став альбом саундтреків під назвою Five Worlds of Plarium, який містить всі роботи композитора, створені для проєктів Plarium.

## Ігри Plarium
| Гра                                       | Рік запуску | Платформа                    |
| ----------------------------------------- | ----------- | ---------------------------- |
| Poker Shark                               | 2009        | Social і iOS                 |
| Farmandia                                 | 2010        | Social                       |
| Total Domination (Правила війни)          | 2011        | Browser                      |
| Pirates: Tides of Fortune (Кодекс пірата) | 2011        | Browser                      |
| Stormfall: Age of War (Війна престолів)   | 2012        | Browser                      |
| Total Domination: Reborn                  | 2013        | iOS і Android                |
| Soldiers Inc. (Конфлікт)                  | 2013        | Browser                      |
| Sparta: War of Empires                    | 2014        | Browser                      |
| Stormfall: Rise of Balur                  | 2015        | iOS і Android                |
| Норди: Герої півночі                      | 2015        | Browser, iOS і Android       |
| Vikings: War of Clans                     | 2015        | iOS, Android, macOS, Windows |
| Throne: Kingdom at War                    | 2016        | iOS і Android                |
| Vikings: War of Clans                     | 2016        | Browser                      |
| Soldiers Inc.: Mobile Warfare             | 2016        | iOS і Android                |
| Terminator Genisys: Future War            | 2017        | iOS і Android                |
| Family Zoo: The Story                     | 2017        | iOS і Android                |
| Alliance: Heroes Of The Spire             | 2017        | iOS і Android                |
| Rio: Match 3 Party                        | 2017        | iOS і Android                |
| Stormfall: Saga Of Survival               | 2018        | iOS і Android                |
| Lost Island: Blast Adventure              | 2018        | iOS і Android                |
| RAID: Shadow Legends                      | 2018        | iOS, Android, macOS, Windows |
| Undersea: Solitaire Tripeaks              | 2020        | iOS і Android                |
| Mech Arena                                | 2021        | iOS і Android                |